# Dendropsophus berthalutzae
Dendropsophus berthalutzae är en groddjursart som först beskrevs av Werner C.A. Bokermann 1962.  Dendropsophus berthalutzae ingår i släktet Dendropsophus och familjen lövgrodor. IUCN kategoriserar arten globalt som livskraftig. Inga underarter finns listade i Catalogue of Life.